# Katsia II Dadiani
Katsia II Dadiani fou mtavari de Mingrèlia del 1744 al 1788, fill i successor d'Otia Dadiani. Es va casar amb una filla de Teimuraz II de Kartli i Kakhètia. Les seves filles es van casar amb reis o prínceps destacant: Mariami amb Salomó II d'Imerècia; Thamar amb Jordi Shirvashidze Safar Beg, príncep d'Abkhàzia; i Elisabet amb Rustam Tsetsereli, fill de Papuna Tsereteli, Príncep de Satseretlo. Va morir a Zúgdidi el 6 de desembre de 1788 i el va succeir el seu fill Grigol Dadiani.